# Streptocaulus corneliusi
Streptocaulus corneliusi är en nässeldjursart som först beskrevs av Ramil och Vervoort 1992.  Streptocaulus corneliusi ingår i släktet Streptocaulus och familjen Aglaopheniidae. Inga underarter finns listade i Catalogue of Life.